# جایزه بزرگ ایتالیا ۱۹۶۸
جایزه بزرگ ایتالیا ۱۹۶۸ (انگلیسی: ‎1968 Italian Grand Prix‎) یک مسابقهٔ موتوری در رشتهٔ اتومبیل‌رانی فرمول یک بود که در تاریخ ۸ سپتامبر ۱۹۶۸ در پیست ناتزیوناله مونتزا واقع در مونتزا، ایتالیا برگزار شد. این گراند پری در میان ۱۲ گراند پری در فصل ۱۹۶۸، مسابقهٔ شمارهٔ ۹ بود.
در این مسابقه که در ۶۸ دور و به مسافت ۳۹۱٫۰۰۰ کیلومتر (۲۴۲٫۹۵۶ مایل) برگزار شد، پول پوزیشن توسط جان سرتیز کسب شد و سریع‌ترین زمان برای طی یک دور پیست که برابر با ۱:۲۶٫۵ بود نیز توسط جکی الیور به ثبت رسید.
دنی هیولم از تیم مک‌لارن-فورد، جانی سروز-گاوین از تیم ماترا-فورد و ژاکی ایکس از تیم فراری به‌ترتیب مقام‌های اول تا سوم مسابقه را کسب کردند.

## رده‌بندی قهرمانی پس از مسابقه
|       | جایگاه | راننده       | امتیاز |
| ----- | ------ | ------------ | ------ |
|       | ۱      | گراهام هیل   | ۳۰     |
| ۱     | ۲      | ژاکی ایکس    | ۲۷     |
| ۱     | ۳      | جکی استوارت  | ۲۶     |
|       | ۴      | دنی هیولم    | ۲۴     |
|       | ۵      | پدرو رودریگز | ۱۱     |
| منبع: |        |              |        |

|       | جایگاه | سازنده      | امتیاز |
| ----- | ------ | ----------- | ------ |
|       | ۱      | لوتوس-فورد  | ۴۴     |
|       | ۲      | ماترا-فورد  | ۳۵     |
|       | ۳      | فراری       | ۳۲     |
|       | ۴      | مک‌لارن-فورد | ۳۱     |
|       | ۵      | بی‌آرام      | ۲۱     |
| منبع: |        |             |        |

یادداشت
- تنها پنج جایگاه نخست از هر رده‌بندی نمایش داده شده‌است.